# Hyalophora cecropia
Hyalophora cecropia este o specie de molie din familia Saturniidae și totodată cea mai mare molie din America de Nord.